# Formalism
Formalism är en tankeströmning som förespråkar formens mening framför innehållets, men har i de olika sammanhang det förekommer i mer eller mindre specifik betydelse. Den epistemologiska formalismen är en förgrening av nominalismen, och står därmed i motsättning till realismen.
Formalism kan användas som ett värdeladdat ord avseende: strävan efter formen för dess egen skull på innehållets bekostnad, används ibland i politiska debatter.

## Matematikfilosofi
Formalismen är en doktrin inom matematikfilosofin, utvecklad av David Hilbert, som menar att matematiska allmänbegrepp saknar annan än semantisk mening. Mängder, såsom talet 3, har för formalisterna därmed ingen naturlig, abstrakt mening, och matematiken är ytterst en konstruerad uppsättning regler, som stämmer så länge som reglerna åtföljs.

## Vetenskaplig metod
Med formalism som vetenskaplig metod betraktat, menas abstraherandet av information och användandet av koncisa symbolspråk, där de ingående termernas betydelse definieras så exakt som möjligt. Dessutom är det normalt att termernas definition postuleras av språkanvändarna, istället för att ges en betydelse av något i den utomspråkliga verkligheten. Annorlunda uttryckt kan man säga att de ingående begreppen behöver inte vara empiriskt grundade. Formalism genomsyrar på ett självklart sätt  logiken och datavetenskapen, om än realism förespråkats av till exempel Gottlob Frege och Bertrand Russell.

## Estetik
Inom estetiken innebär formalism att sträva efter konstens bevarande av formen, vare sig det gäller att förespråka rimmad vers framför fri vers, uppvärdering av retoriken, eller studier av berättelsers grammatiska strukturer, som i den ryska formalismen.